# Polari
Il polari (storpiatura del verbo italiano "parlare") è uno slang diffuso nel Regno Unito, principalmente adottato dalla sottocultura gay ma anche utilizzato da attori, artisti circensi e di strada, lottatori professionisti, lavoratori della marina mercantile, criminali e prostitute. Benché le sue origini siano state oggetto di dibattito, il polari risale almeno al XIX secolo.

## Descrizione

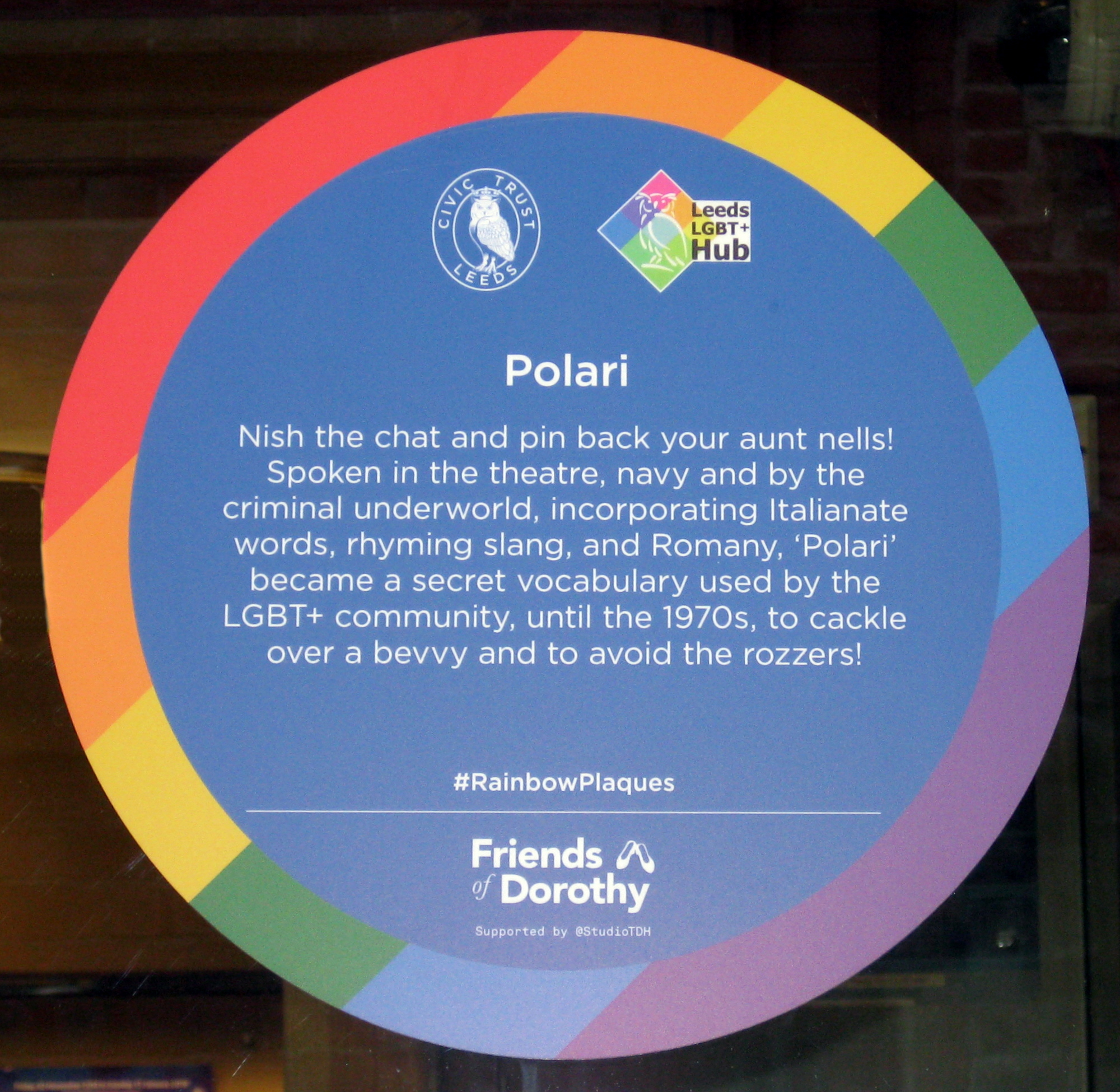
Targa con testo in polari affissa sul teatro Leeds City Varieties

Il polari è un misto di lingue romanze (italiano e lingua franca mediterranea), romanì, rhyming slang, gergo marinaresco e thieves' cant. Con il passare degli anni il polari iniziò a contenere parole della lingua yiddish e del gergo della sottocultura della droga degli anni sessanta. Pur essendosi modificato nel corso degli anni, il gergo presenta un piccolo nucleo lessicale di circa 20 parole, tra cui bona (lett. "buono"), ajax (lett. "vicino"), eek (lett. "faccia"), cod (lett. "cattivo", in riferimento a un individuo), naff (lett. "cattivo", in riferimento a qualcosa di squallido, noioso o di cattivo gusto), lattie (lett. "stanza, casa, appartamento"), nanti (lett. "non, no"), omi (lett. "uomo"), palone (lett. "donna"), riah (lett. "capelli"), zhoosh o tjuz (lett. "ravvivarsi, stilizzare"), TBH (lett. "da avere, sessualmente accessibile"), trade (lett. "sesso"), vada (lett. "vedere") e oltre 500 altre parole meno conosciute. Secondo il documentario televisivo A Storm in a Teacup, mandato in onda su Channel 4 nel 1993, esistevano due varianti londinesi del polari: quella dell'East End, dalle forti influenze cockney, quella del West End, che richiamava maggiormente il gergo usato dagli attori teatrali ed era più simile all'inglese tradizionale. Entrambe le due parlate si sarebbero influenzate a vicenda.

## Storia

### Origini
Le origini del polari non sono mai state del tutto chiarite. Alcuni lo fanno risalire al sedicesimo secolo e alla letteratura shakespeariana. Nell'atto III, scena II dell'Enrico IV, parte II, viene adottato l'aggettivo bona (lett. "bello, attraente") per descrivere una donna che indossa un abito attraente (nella traduzione in lingua italiana il passaggio riporta «Era, a quel tempo, un'assai bona-roba!»).
Nonostante ciò, altri autori sono dell'idea che il polari propriamente detto abbia preso piede soltanto molti anni dopo. Secondo l'editore dell'Oxford English Dictionary (OED) Peter Gilliver «vi sono poche prove scritte del Polari risalenti a prima degli anni 1890». Il termine polari rozzer (lett. "poliziotto") compare in una voce dell'OED accompagnata da una citazione del 1893. Secondo l'esperto di polari Paul Baker, alla base del linguaggio vi sarebbe il parlyaree, un dialetto slang del diciannovesimo secolo diffuso tra persone che vivevano ai margini della società come circensi, prostitute e musicisti di strada.

A sottolineare il legame che il polari ha con la lingua parlata dagli artisti di strada vi è un'intervista fatta da Henry Mayhew a un burattinaio che animava i personaggi di Punch e Judy durante la metà dell'Ottocento. Stando a quanto emerso, i primi spettacoli dove compare Punch vennero tenuti in Inghilterra da un artista italiano di nome "Porcini" (stando al controverso critico John Payne Collier egli si chiamava invece "Porchini", che sarebbe lo stesso nome adattato alla pronuncia inglese). Mayhew riportò:
Bona parle significa "lingua" o "discorso frettoloso". Yeute munjare "niente cibo". Yeute lente "senza letto". Yeute bivare "niente da bere". Per capirci, in questo momento non ho munjare e bivare e, quel che è peggio, un lente. Questa parlata è migliore di quella dei venditori ambulanti perché quella è uno slang o roba del genere. Il nostro, invece, è un italiano stentato di livello più elevato. Del resto noi facciamo sempre attenzione a ciò che ci circonda.»
 Nell'ambito degli spettacoli dei burattini, venivano usate altre parole particolari che sono utilizzate nel polari tra cui slumarys  (lett. "figura, cornice, scene, proprietà") e slum (lett. "richiamo, lingua sconosciuta").

### Diffusione
Il polari iniziò a diffondersi dal diciannovesimo secolo tra gli uomini che lavoravano nei mercati ittici di Londra, nei teatri, nelle fiere e nei circhi, motivo per cui la lingua ha chiare influenze dal romanì. Il polari si diffuse anche nella sottocultura gay in quanto molti di coloro che lavoravano nell'intrattenimento teatrale erano omosessuali. Dal momento che l'omosessualità era illegale, i gay si servivano del polari come linguaggio in codice per poter comunicare tra loro più liberamente ed evitare che i poliziotti sotto copertura scoprissero il loro orientamento sessuale. Il polari ebbe una certa eco anche tra i camerieri, steward e intrattenitori non eterosessuali che lavoravano nelle navi della marina mercantile britannica come i transatlantici e le navi da crociera.

### Declino
Durante la fine degli anni sessanta si assistette alla decadenza del polari. Il successo dei due personaggi radiofonici fittizi Julian e Sandy, interpretati da Hugh Paddick e Kenneth Williams, rese popolare tale linguaggio, che fino a quel momento era sempre stato segreto. Altro fattore che contribuì al declino del polari fu il Sexual Offences Act 1967 che depenalizzò i rapporti sessuali tra uomini.